# Hỗ trợ dài hạn (phần mềm)
Hỗ trợ dài hạn (tiếng Anh: long-term support, viết tắt: LTS) là chính sách quản lý vòng đời sản phẩm phần mềm, trong đó bản phát hành ổn định của phần mềm máy tính được duy trì trong một khoảng thời gian dài hơn so với phiên bản tiêu chuẩn. Thuật ngữ này thường được dành riêng cho phần mềm nguồn mở, trong đó nó mô tả một phiên bản phần mềm được hỗ trợ lâu hơn nhiều tháng hoặc nhiều năm so với phiên bản tiêu chuẩn của phần mềm. Phiên bản hỗ trợ dài hạn có thể bị bỏ qua một số tính năng mới so với phiên bản tiêu chuẩn, hỗ trợ ngắn hạn để tránh khả năng ảnh hưởng đến tính ổn định hoặc khả năng tương thích.
Ví dụ như hệ điều hành Linux Mint phiên bản 13 là phiên bản Hỗ trợ dài hạn LTS, thời gian hỗ trợ phiên bản này kéo dài từ 3 đến 5 năm, trong khi phiên bản 16 không phải là phiên bản LTS sẽ chỉ có thời gian hỗ trợ 6 tháng.